# Кровавый навет на евреев

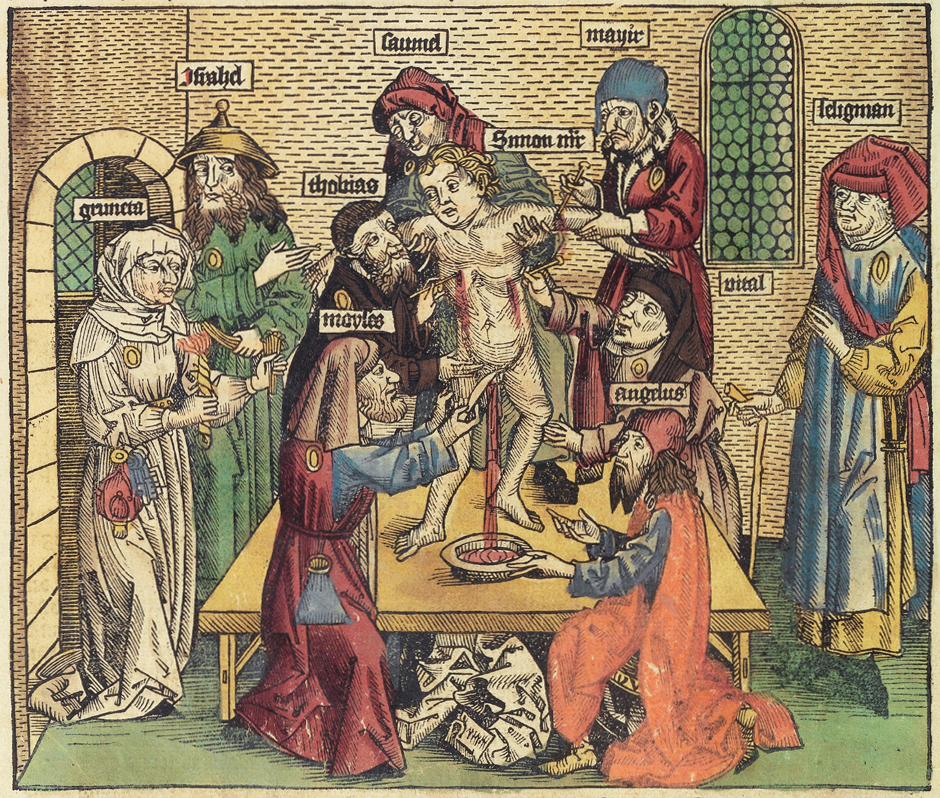
Ритуальное убийство евреями Симона Тридентского. Ксилография из «Нюрнбергской хроники», 1493

Кровавый наве́т на евреев — обвинение евреев в убийстве людей других вероисповеданий (главным образом христиан) для использования их крови в ритуальных целях. В основе кровавого навета лежит фольклорный сюжет, согласно которому евреи ежегодно приносят в жертву христианского ребёнка и используют его кровь в своих религиозных обрядах.
Сюжет о ритуальном употреблении евреями христианской крови — универсальная составляющая этнокультурного «портрета» еврея в религиозной европейской средневековой традиции и во многом наследовавших ей народных верованиях. Народные представления о кровавом навете в отношении евреев имеют книжные источники. Возникающий в народных пересказах Евангелия мотив жертвоприношения тесно переплетается с мотивом кровавой жертвы, с точки зрения христианской традиции, ежегодно приносимой евреями на Пасху, и мотивом ритуального убийства.
Принадлежит к числу мифических представлений, которые выражают химерический антисемитизм.

## История

### Истоки в античности
Кровавый навет на евреев появился ещё в античное время, в Римской империи, и восходит к первым столетиям н. э.
Эллинистические писатели также касались этой темы. Согласно Иосифу Флавию, александрийский литератор Апион в I веке н. э., утверждал, что евреи ежегодно похищают грека, откармливают его в течение года, а затем убивают и съедают его внутренности. Принесение грека в жертву является при этом выражением ненависти ко всем грекам. Писатель Демокрит заявил, что «раз в семь лет евреи похищают иноземца и приносят его в жертву, разрывая на множество частей». Эти два случая — единственные известные обвинения евреев в ритуальных убийствах со стороны античных греческих и римских авторов.
Аналогичные обвинения язычники предъявляли первым христианам. Однако надежда, что эти обвинения в отношении евреев исчезнут с распространением христианства, оказалась ложной. Уже в начале V века христианский церковный историк Сократ Схоластик обвинял евреев в ритуальном убийстве христианского ребёнка в Инместаре близ Антиохии во время религиозного праздника Пурим. Связь инцидента в Инместаре с кровавым наветом в Средневековье является предметом научной дискуссии.
В античном мире эти обвинения не получили существенного распространения в широких массах.

### Массовые обвинения в Средневековье
В христианской Европе кровавый навет на евреев базировался на убеждении в их причастности к страданиям и распятию Иисуса Христа. Активно навет начал распространяться с XII века: вначале как обвинения в ритуальных убийствах, а с XIII века — также и в использовании крови жертв с обрядовыми или магическими целями. Разновидностями кровавого навета стали обвинение в осквернении гостии и легенда о евреях-отравителях. С тех пор обвинения евреев в ритуальных убийствах христиан повторялись многократно, включая также и современность.
Эти обвинения неоднократно опровергались, начиная с германского императора Фридриха II Гогенштауфена и папы Иннокентия IV, издавшего в 1247 году специальную буллу.
Из указа Фридриха II Гогенштауфена, изданного в 1236 году в связи с событиями в Фульде:

Ни в Ветхом, ни в Новом Завете нет указаний, чтобы евреи жаждали человеческой крови. Напротив, в полном противоречии с этим утверждением в Библии… в данных Моисеем законах, в еврейских постановлениях, которые по-еврейски называются Талмудом, совершенно ясно сказано, что они вообще должны беречься запятнания какой бы то ни было кровью. С очень большой долей вероятности мы можем предположить, что те, кому запрещена кровь даже разрешённых [в пищу] животных, едва ли могут жаждать человеческой крови.

Запреты возводить на евреев кровавый навет издавали чешский король Пржемысл II Отакар (1254), папа Григорий X (1272), император Рудольф I Габсбург (1277), герцог Альбрехт I Австрийский (1293), чешский король Вацлав II (1300), папа Мартин V (1422) и многие другие светские и духовные лидеры. Самое резкое порицание зачинщикам кровавых наветов было вынесено в специальной булле папы Николая V (1447).
Однако это не останавливало обвинителей, руководствовавшихся как религиозными, так и корыстными мотивами. Кровавые наветы сопровождались арестами, пытками, казнями, погромами и резнёй, нередко уничтожением или изгнанием целых еврейских общин.
Всего в Европе произошло около 250 кровавых наветов и около 100 наветов, связанных с осквернением гостии.
В России до XVIII века, учитывая почти полное отсутствие евреев, эти обвинения хождения не имели. Известно, однако, почитание мощей Евстратия Печерского, которого, согласно легенде, после обращения в рабство хозяин-иудей пытался заставить отречься от Христа, а после отказа — распял. Мощи его находятся в Ближних пещерах Киево-Печерской лавры. Доктор филологических наук Александр Панченко, указывая на ряд параллелей между первым зафиксированным кровавым наветом в Европе и легендой о Евстратии, полагает, что «появление историй о Евстратии Печерском и Вильяме Норвичском было в равной степени связано с религиозными настроениями первых крестовых походов с их акцентом на распятии Христа и антиеврейской идеологией». Аналогичным образом рассматривает эти фигуры и объясняет сходство наветов, возникших в одно время на противоположных полюсах христианского мира, историк Владимир Петрухин.
Первый известный на Руси еврейский погром произошёл в ходе Киевского восстания 1113 года, когда после смерти князя Святополка Изяславича киевляне призвали на киевское княжение Владимира Мономаха. Историк В. Я. Петрухин считает, что погром был связан с кровавыми наветами на евреев, в частности, с легендой о Евстратии Печерском. По мнению Петрухина, распространённые в настоящее время представления о покровительстве Святополка ростовщикам как причине погрома основаны на «реконструкции» Василия Татищева, который использовал для этого известную ему ситуацию в Речи Посполитой XVII века.

### В Новое и Новейшее время

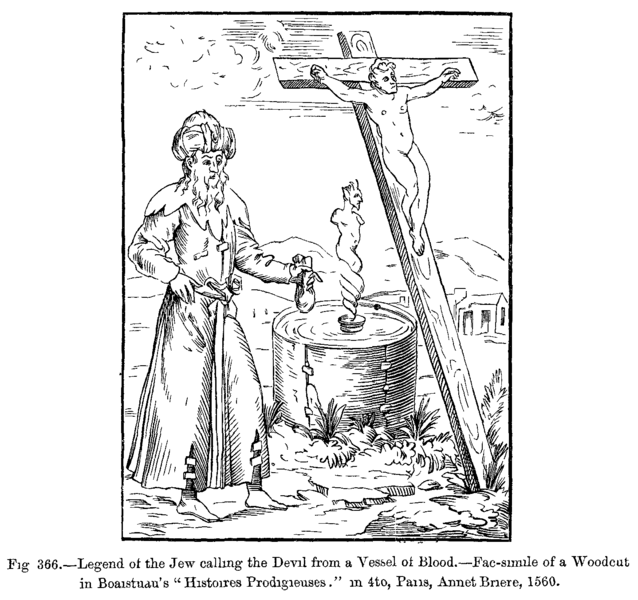
Иллюстрация издания 1560 года Histoires Prodigieuses Пьера Буато. Иудей вызывает дьявола из человеческой крови

Кульминация навета в Европе пришлась на XV—XVI века, но в восточной Европе (в частности в Польше и Литве) он сохранился и позднее — до XVIII—XIX веков.
В XVI веке эти обвинения в Западной и Центральной Европе почти прекратились и основной ареной кровавого навета стала Восточная Европа. Между 1547 и 1783 годами в Польше обвинения в ритуальном убийстве были предъявлены 82 евреям, 76 из которых были осуждены или умерли под пытками.
Одно из первых обвинений по кровавому навету у восточных славян, в смешанной католико-православной среде в Подляшье, относится к 1564 году. Кровавый навет как элемент антииудейской полемики может быть сопоставлен с переосмыслением сюжета о Евстратии Постнике Густынской летописи XVII века из Юго-Западной Руси. Сюжет рассматривается в качестве сбывшегося пророчества о Крестовом походе 1096 года: «заходные царие и князи идеже обретоша Жидовъ, убиваху их, нудяще креститися. И много тогда Жидовъ погибе, якоже им преподобный Евстаратий мученикъ прорече, егда от нихъ распятъ бысть».
В XVII веке в обвинениях появился новый мотив — якобы использование евреями христианской крови при выпечке мацы.
Один из наиболее известных кровавых наветов Нового времени — дело Бейлиса, киевского приказчика, обвинённого в ритуальном убийстве христианского мальчика в 1911 году. Обвинение было инициировано активистами черносотенных организаций и поддержано рядом крайне правых политиков и чиновников, включая министра юстиции Ивана Щегловитова. Процесс состоялся в Киеве 23 сентября — 28 октября 1913 года. Бейлис был оправдан. Это дело стало самым громким судебным процессом в дореволюционной России.
Нацисты в период Холокоста также использовали обвинения евреев в ритуальных преступлениях. В частности, в мае 1943 г. рейхсфюрер СС Генрих Гиммлер отправил группенфюреру СС Эрнсту Кальтенбруннеру следующее секретное послание:

«Дорогой Кальтенбруннер!
Я заказал значительное количество экземпляров книги „Еврейские ритуальные убийства“ и прикажу раздать её всем вплоть до штандартенфюрера. Посылаю Вам 100 штук, чтобы вы могли раздать их Вашим эйнзацкомандам и прежде всего людям, которые имеют дело с еврейским вопросом.
В связи с этой книгой я даю следующие задания:
1. Следует немедленно произвести расследование ритуальных убийств среди евреев, которые ещё не эвакуированы. Об обнаруженных случаях доложить мне. Затем в этом направлении нам нужно организовать несколько процессов.
2. Вопрос о ритуальных убийствах в целом должен быть расследован экспертами в Румынии, Венгрии и Болгарии. Я думаю, что затем мы сделаем эти случаи достоянием прессы, чтобы тем самым облегчить изъятие евреев из этих стран…
3. Обдумайте, не сможем ли мы в сотрудничестве с Министерством иностранных дел устроить чисто антисемитский нелегальный передатчик на Англию и Америку…
Следует немедленно назначить людей, которые в Англии добыли бы и проверили судебные отчёты и полицейские протоколы о том, что пропал без вести ребёнок. Мы затем могли через наши передатчики сообщить соответствующие краткие известия о том, что, вероятно, речь идет о еврейском ритуальном убийстве.
Я полагаю, что в общем мы могли бы антисемитской пропагандой в широких масштабах на английском и, может быть, даже на русском языке, используя ритуальные убийства, в огромной степени активизировать антисемитизм во всем мире».
(«СС в действии», М., 2000, с. 161—162)

В Подолии широко распространён сюжет, в котором евреи в канун еврейской Пасхи похищают христианских детей, сажают жертву в бочку с гвоздями и, перекатывая её с боку на бок, получают кровь для своего ритуального блюда — мацы. Тот же сюжет известен в Западной Беларуси — в Гродненской области, на пограничье Польши и Литвы и повсеместно в Польше. Этот сюжет является наиболее известным в славянской народной традиции. В рассказы о кровавом навете может вплетаться сюжет о похищении евреев хапуном — демонологическим персонажем, во время богослужения в еврейский праздник Судного дня. Кровь похищенных предназначалась для изготовления пасхальной мацы. В ряде современных нарративов кровь берётся из больниц или добровольно отдаётся сердобольными соседями; может годиться даже кровь от случайного пореза. В Люблине в 1636 году зафиксирован рассказ, согласно которому вторичным источником крови для евреев были цирюльники и хирурги.
Устойчиво представление, что еврейская маца является очистительным средством, который евреи используют в свой праздник, наподобие того, как христиане ходят к причастию, маца становится аналогом облаток. С этой точки зрения наличие крови в маце становится оправданным, ассоциируясь с кровью и телом Христовыми при причастии.
К народному кровавому навету примыкают сюжеты о похищении евреями гостии из костела и надругательстве над ней. Современные рассказы демонстрируют представление, что если евреи манипулируют с гостией, значит признают её сакральность и в конечном итоге праведность христианской веры. Кроме того, такие рассказы включаются в круг повествования об осквернении святынь, таких как причастие, святые дары, сакральные изображения, в ходе колдовских практик.
Согласно народной славянской традиции, христианская кровь нужна евреям также для промывания глаз новорождённым, поскольку евреи родятся слепыми, как кошки и собаки; также для обеспечения деторождения; для спасения всего народа.
Когда из местечек ушёл пласт еврейской культуры, который составлял общий фон сосуществования традиций, и исчезла возможность непосредственного наблюдения бытовых и ритуальных практик соседей, комплекс представлений о «чужих» сохранил лишь отдельные узловые точки, наиболее устойчивые основные стереотипы, со временем также сдающие позиции, в том числе о том, что евреи в своих обрядах употребляют кровь
В начале января 2005 года по инициативе члена «Союза русского народа» Михаила Назарова 20 представителей Государственной думы России обратились в генеральную прокуратуру с требованием «официально возбудить дело о запрете в стране всех религиозных и национальных объединений, основанных на морали „Шулхан аруха“, как экстремистских». Со ссылкой на «Записку о ритуальных убийствах» в обращении сказано: «еврейская религия — антихристианская и человеконенавистническая, доходящая до ритуальных убийств в среде своих особо рьяных приверженцев». Воззвание стало известно как «Письмо пятисот».
В мае 2005 года Михаил Назаров обвинил евреев в ритуальном убийстве детей в Красноярске, ссылаясь на дело Бейлиса.

## Практика иудаизма в отношении крови и жертвоприношений
Описания пыток и человеческих жертвоприношений в предполагаемых ритуальных убийствах противоречат многим фактическим положениям иудаизма. Прежде всего, запрет на убийство содержится в десяти заповедях Торы. Кроме того, использование крови животных и крови человека в пищу в иудаизме строго запрещено. Кровь и любые другие выделения человеческого организма являются ритуально нечистыми (Лев. 15). Кровь убитых животных не может употребляться в пищу, она должна быть выведена из тела животного и захоронена (Лев. 17:12-13).
В то время как жертвоприношения животных действительно практиковались в древнем иудаизме, Танах (Ветхий Завет) и Галаха изображают человеческие жертвоприношения как одно из зол, отделяющих язычников Ханаана от евреев (Втор. 12:31, 2Цар. 16:3). Евреям запрещалось участвовать в этих ритуалах (Исх. 34:15, Лев. 20:2, Втор. 18:12, Иер. 7:31). Фактически, требование ритуальной чистоты запрещало даже нахождение священников (коэнов) в одной комнате с человеческим трупом (Лев. 21:11). Потомкам коэнов, согласно религиозным канонам, Галаха запрещает даже заходить на кладбище по сей день. Жертвоприношение крови жертвенного животного (но не человека) может быть совершено лишь на жертвеннике храма; с разрушением Иерусалимского храма в I веке н. э. практика жертвоприношений в иудаизме прекратилась.
Историк и публицист Иосеф Телушкин в книге «Еврейский мир» писал:

Ирония судьбы в том, что навет направлен против народа, который первым в истории поставил человеческие жертвоприношения вне закона (Брейшит, 22 и Дварим, 18:10) и был единственным народом древнего Ближнего Востока, который запретил употребление какой бы то ни было крови (Ваикра, 3:17, 7:26, 17:10 — 14; Дварим, 12:16, 12:23 — 25)
Библейский рассказ о жертвоприношении Авраамом своего сына Исаака (которое в последний момент было отменено Богом, Быт. 22:1—18), воспринимаемый антисемитами как доказательство человеческих жертвоприношений у евреев, является лишь мифологическим обоснованием ритуала посвящения божеству «первородных» сыновей, что было в свою очередь символической трансформации ещё более древнего ритуала инициации мальчиков.

## Книга Ариэля Тоаффа
В 2006 году Ариэль Тоафф — профессор израильского Бар-Иланского университета, специализирующийся на средневековой еврейской истории, еврей по национальности и сын главного раввина Рима, выпустил книгу «Кровавая Пасха. Евреи Европы и ритуальные убийства» (Pasque di sangue. Ebrei d’Europa e omicidi rituali), в которой утверждается, что в Средневековой Италии могла существовать иудейская секта, использовавшая в ритуалах порошок из крови. По его словам, «среди общины ашкенази того времени существовали экстремистские группы, которые были способны совершать такие действия и оправдывать их».
По мнению критиков, тот факт, что гипотеза Тоаффа построена на показаниях, добытых под пытками, сводит к нулю все его дальнейшие построения. В Израиле книга Тоаффа вызвала крайнее возмущение и обсуждалась в Кнессете. Сам Тоафф впоследствии утверждал, что его выводы были неправильно поняты и он лишь говорил о том, что материалы инквизиции не позволяют утверждать, что все подобные процессы были сфальсифицированы.
В 2008 году Тоафф постарался «прояснить недоразумение», вызванное предыдущими публикациями о книге, и написал в новом введении к ней: «Евреи не совершали ритуальных убийств, это полностью было христианским стереотипом». «У меня нет сомнений в том, что так называемое „убийство в ритуальных целях“, или „убийство младенцев“, принадлежит к области мифов». Сам текст книги изменён не был; во введении автор разъясняет, что его утверждение о маргинальных ашкеназских группах, которые «могли использовать в ритуалах порошок из высушенной крови», никоим образом не связано с убийствами детей и что в Средние века иудеи и христиане держали в доме подобные порошки в качестве целебного талисмана, использовали в народной медицине и магии. По Тоаффу, эту кровь получали за плату от живых доноров, в том числе детей, и высушивали.

## Позиции христианских церквей

### Католическая церковь
Отношение церкви к обвинениям евреев в ритуальных убийствах и к культам благоговения перед младенцами, которые были предположительно замучены евреями, на протяжении истории бывало различным.
Папа Иннокентий IV в 1247 году издал буллу, отвергающую кровавый навет как низкую и злобную клевету на евреев, «повод, чтобы грабить их и отнимать их имущество». Папа Бенедикт XIV разрешил почитание Андерла фон Ринна в виде местного культа, отказавшись, однако, канонизировать его в святые. С другой стороны папа Григорий X отверг подобные обвинения на иудеев. В настоящее время католическая церковь безоговорочно отвергает подобные обвинения, в связи с чем Вторым Ватиканским Собором был отменён культ Симона Трентского.

### Православная церковь
В 1991 году патриарх Русской православной церкви Алексий II, выступая на встрече с группой американских раввинов, сказал:

Во время печально знаменитого суда над Бейлисом эксперты нашей Церкви — профессор Киевской духовной академии, протоиерей Александр Глаголев и профессор Петербургской духовной академии Иван Троицкий твёрдо защищали Бейлиса и решительно высказались против обвинения евреев в ритуальных убийствах.

Доктор наук, профессор кафедры философии религии и религиоведения философского факультета СПГУ Сергей Фирсов отмечает, что «собственно Православная Российская Церковь ни в лице Святейшего Синода, ни в лице своих учёных-богословов, занимавшихся изучением Ветхого Завета, Талмуда, Каббалы, а также историей иудейской религии, ни разу не высказала своей поддержки идее о существовании ритуальных убийств у евреев».
Тем не менее святые Гавриил Белостокский и Евстратий Печерский были возведены в сан мученика как жертвы ритуальных убийств. Известный экуменист, священник Александр Мень утверждал, что «ни одно официальное постановление православной церкви не поддержало ритуальных наветов на еврейство», и высказал убеждение, что эти святые будут деканонизированы.

## В арабо-мусульманских странах
Кровавый навет стал популярен в арабских странах во второй половине XX века. Так в Египте в 1960-е годы издавались книги, описывающие «талмудические человеческие жертвоприношения». Министр обороны Сирии Мустафа Тласс опубликовал в 1983 году книгу «Маца Сиона», посвященную кровавому навету в Дамаске 1860 года, в которой евреи и сионисты по сюжету систематически совершают жестокие ритуальные убийства. Кроме кровавого навета книга преподносит как реальный документ известную фальшивку «Протоколы сионских мудрецов».
При поддержке египетского правительства газета Аль-Ахрам в октябре 2000 года опубликовала статью под названием «Еврейская маца, сделанная из арабской крови». Аналогичная информация преподносится арабской публике в телесериалах и передачах каналов «Аль-Джазира» и в «Аль-Манар» (Хезболла). Образ сиониста в этих СМИ напоминает образ кровожадного и свирепого еврея из нацистского еженедельника Der Stürmer.
- Многочисленные сирийские правительственные организации, включая дамасскую полицию, Департамент музеев и антиквариата, Министерство безопасности, Министерство культуры выпустили телевизионную серию Ash-Shatat («Диаспора».) Эта серия фильмов транслировалась по сирийскому и ливанскому телевидению в конце 2003 года по спутниковому каналу Al-Manar, принадлежащему Хезболле. Эта серия базируется на издании «Протоколов сионских мудрецов» и демонстрирует евреев как ведущих конспиративную работу с целью управления миром, представляет евреев как убийц христианских детей, пьющих их кровь и использующих кровь для приготовления мацы[59][60][61].
- 20 декабря 2005 года дискуссия среди иранских политических аналитиков транслировалась на канале «Jaam-e Jam 2» иранского телевидения. На англоязычном канале Tehran Times[англ.] выступил доктор Хасан Ханизаде, автор книги «История евреев», с обвинением евреев в двух ужасных преступлениях XIX века в Европе:

В 1883 году около 150 французских школьников были жестоко убиты в пригороде Парижа перед еврейским праздником Песах. Более поздние исследования показали, что их убили евреи и брали их кровь… Аналогичное происшествие имело место в Лондоне, когда много английских школьников были убиты еврейскими раввинами…
- Король Саудовской Аравии Фейсал выдвинул обвинения в адрес пакистанских евреев в ритуальных убийствах[64].

- В 2002 году саудовская газета напечатала статью, где утверждалось, что евреи используют кровь в блюде хоменташ — печениях треугольной формы, подаваемых на стол в еврейский праздник Пурим[65]. История празднования Пурим описана в «Книге Эсфирь», действие в ней происходило в античной Персии.
- Появившаяся в Иране в 2004 году история рассказывает о еврейских врачах, похищающих органы палестинских детей в больницах Израиля[66].

Некоторые арабские писатели осуждают кровавый навет. Египетская газета «Al-Ahram» опубликовала серию статей Осама Аль-База (Osam Al-Baz), старшего советника президента Египта Хосни Мубарака. Среди всего прочего, Осам Аль-Баз разъясняет историю возникновения кровавого навета. Он сказал, что арабы и мусульмане никогда не были антисемитами, но признался, что некоторые арабские писатели и СМИ осуществляют нападки на евреев «на основе расистских домыслов и мифов, созданных в Европе». Он убеждал людей не поддаваться таким «мифам», как кровавый навет.

## Случаи обвинений
Начиная с I века н. э. и вплоть до наших дней зафиксировано множество случаев убийств, объявленных ритуальными, и связанных с ними судебных расправ над евреями. Ниже приведены некоторые из них.
| Год         | Город (страна)                                                               | Описание | Имя жертв                                                                                      | Обвинители | Последствия |
| ----------- | ---------------------------------------------------------------------------- | --- | ---------------------------------------------------------------------------------------------- | --- | --- |
| I век н. э. | Иерусалим (Израиль), Александрия, Рим                                        | Греческий автор Апион утверждал, что евреи приносят в жертву греков во Втором храме. | —                                                                                              | Апион | — |
| 415         | Константинополь (Византийская империя)                                       | Сократ Константинопольский писал, что евреи схватили христианского ребёнка, привязали к кресту и замучили до смерти. | —                                                                                              | Сократ Схоластик | — |
| 1144        | Норвич (Англия)                                                              | Праздник Песах, первое обвинение евреев в ритуальных убийствах в Европе. Мальчик был найден мёртвым в колодце, и евреи города Норвич были обвинены в совершении ритуального убийства. На этом был создан новый культ с возведением Вильяма в ранг мученика и толпами паломников, несущими пожертвования к местной церкви. | Вильям из Норвича                                                                              | Томас Монмутский | В 1189 году на еврейских депутатов, пришедших на коронацию Ричарда Львиное Сердце, напала толпа. Затем прокатилась волна погромов в Лондоне и по всей Англии. Позже, в 1290 году евреи были изгнаны из Англии без права возвращения вплоть до 1657 года. |
| 1171        | Блуа (Франция)                                                               | Еврейское население обвинено в ритуальных убийствах | —                                                                                              | — | Казнь через сожжение 31 еврея (по подсчётам некоторых, 40). |
| 1250        | Бельгия                                                                      | Самое раннее обвинение евреев в ритуальном убийстве зафиксировано в Bonum Universale de Apibus ii. 29, § 23. Также обвинение в использовании христианской крови в обрядах. | —                                                                                              | Проповедник Фома из Кантемпре (из монастыря у Cambray) писал: «Вполне очевидно, что евреи во всех провинциях ежегодно кидают жребий, община какого города разошлёт христианскую кровь остальным общинам». / Николас Донин | — |
| 1250        | Сарагоса (Арагон)                                                            | 31 августа пропал юный певчий собора Ла Сео, его тело было обнаружено через семь месяцев. По заявлению епископа, мальчик был похищен евреями, распят и обезглавлен (ритуальное убийство). | 7-летний Доминик де Валь                                                                       | Суд и епископ Сарагосы | По предположению исследователей (документированных данных нет), все задержанные по этому делу евреи под пытками сознались и были казнены. |
| 1255        | Англия                                                                       | Тело мальчика, залитое грязью, было найдено 29 августа в яме или колодце, принадлежавшем еврею по имени Джопин (или Джозефин). Получив от священника Джона из Лексингтона гарантии неприкосновенности, Джопин, как сказано, дал показания, что мальчик был распят евреями, которые с этой целью собрались в Линкольне. | Восьмилетний мальчик Хью, сын Беатриссы                                                        | Суд и король Англии | Пять недель спустя, в начале октября, король Англии Генрих III отказался от обещания, данного священником Джоном из Лексингтона, и Джопин был казнён. Заодно схватили 91 еврея, доставили их в Лондон и 18 из них казнили. Остальные были помилованы по ходатайству францисканцев (Jacobs, «Jewish Ideals», pp. 192–224). См. Хью Линкольнский |
| 1267        | Пфорцгейм (Германия)                                                         | Рыбак обнаружил труп девочки. В убийстве были обвинены евреи. Обвинение строилось на свидетельских показаниях дочери «дурной» женщины, которая, по её словам, продала этого ребёнка евреям. Судебного расследования не было, и вероятно, что означенная «дурная женщина» и была убийцей. Этот случай описан в нюрнбергской «книге памяти» о синагогальных поэмах — Зигмунд Зальфельд (Siegmund Salfeld), Das Martyrologium des Nürnberger Memorbuches (1898), pp. 15, 128—130).                       | Неизвестная 7-летняя девочка                                                                   | Суд Германии | — |
| 1270        | Вайсенбург (Эльзас)                                                          | В Вайсенбурге против евреев было выдвинуто обвинение в подвешивании ребёнка за ногу (тело ребёнка было найдено в реке Лотер) и выцеживании его крови через взрезанные артерии. | Неизвестный ребёнок                                                                            | — | — |
| 1287        | Обервезель (Германия)                                                        | В городе Обервезель происходит «сверхъестественное чудо», свидетельствующее против евреев. Тело ребёнка якобы доплыло вверх по течению реки Рейн аж до города Бахарах, «излучая сияние» и «распространяя целительную энергию». Император Рудольф I, к которому евреи обратились за помощью, публично постановил, что действия против евреев незаконны и что труп Вернера должен быть сожжён, а пепел рассеян по ветру.                                                                                | 16-летний мальчик Вернер                                                                       | — | Евреи Обервезеля и прилегающих местностей были подвергнуты жесточайшим репрессиям в 1287—1289 годах |
| около 1400  | Берн (Швейцария)                                                             | В летописи Конрада Юстингера от 1423 года упомянуто, что в Берне в 1294 году евреи замучили и убили мальчика. Историческую невозможность этой широко распространявшейся истории утверждал Джакоб Стаммер, бернский пастор в 1888 году. | Мальчик Рудольф                                                                                | Конрад Юстингер, летописец | — |
| 1462        | Ринн, Тироль (Австрия)                                                       | По версии властей, мальчик по имени Андреас Окснер (также известен как Андерл фон Ринн) был куплен еврейскими торговцами, затем жестоко убит в близлежащем лесу, а его кровь тщательно собрана в сосуды. | Андерл фон Ринн (Андреас Окснер)                                                               | — | К началу XVII века эта история с выпусканием крови была возведена в местный культ. Табличка с надписью на церкви Ринна, датированная 1575 годом, была искажена экстравагантными подробностями типа того, что деньги, заплаченные за мальчика его крёстному отцу, превратились в листья и что на его могиле зацвела лилия. Культ продолжался до тех пор, пока епископ Инсбрука его официально не запретил в 1994. |
| 1475        | Тренто (Италия)                                                              | После исчезновения двухлетнего мальчика его отец указал, что его похитили и убили местные евреи. | Двухлетний мальчик Симон                                                                       | — | Пятнадцать местных евреев были приговорены к смерти и сожжены. Симон был возведён в ранг святых папой Сикстом V в 1588 году (хотя официальной церемонии канонизации не было). Симон был деканонизирован и его культ отменён в 1965 как клеветнический и противоречащий позиции католической церкви по вопросу кровавого навета. |
| 1491        | Испания                                                                      | Группа евреев была обвинена в убийстве четырёхлетнего мальчика (по материалам дела, мальчик был убит двумя евреями и тремя бывшими (крещёными) евреями) | Кристофер из Толедо, известный также как Кристофер из Ла-Гардии или «Святое Дитя из Ла-Гардии» | — | Всего по этому делу было казнено восемь человек. Джеймс Рестон пишет, что всё это было инсценировано испанской инквизицией как повод для изгнания евреев из Испании. Кристофер был канонизирован папой Пием VII в 1805 году. Позже этот канон был отменён, хотя его и сейчас охотно используют как аргумент в пользу правдивости обвинений. См. Holy Child of La Guardia. |
| 1494        | Тирнау, Венгрия (венг: Nagyszombat, сегодняшнее название — Трнава, Словакия) | Под пытками были получены абсолютно нелепые, даже невозможные показания от женщин и детей, которые, будучи обвинёнными, предпочли смерть как путь избавления от пыток и согласились подтвердить всё, что от них требовали. Они даже сказали, что у евреев-мужчин бывают менструации и что в качестве средства облегчения им приходится пить христианскую кровь. | —                                                                                              | — | Обвинённые были казнены |
| 1529        | Базин (Венгрия) (Bösing, сегодняшнее название Пезинок, Словакия)             | Девятилетний мальчик умер от потери крови, страдая от страшных мучений. | Неизвестный ребёнок                                                                            | Граф Вольф из Базина | Тридцать евреев признались в преступлении и были публично сожжены. Правда была позже раскрыта, когда этого ребёнка обнаружили живым и невредимым в Вене. Его похитил обвинитель, граф Вольф из Базина, отделавшийся таким путём от своих еврейских кредиторов в Базине. |
| 1627        | Ружаны (Польша)                                                              | Незадолго до праздника Пасхи в еврейском квартале был найден труп христианского ребёнка. | Неизвестный ребёнок                                                                            | | В убийстве обвиняли евреев, ходили слухи о погроме.Поскольку заступничество властей не остановило волнения, руководители общины были казнены. |
| 1670        | Глатинья (Франция)                                                           | Похищен и убит трёхлетний мальчик. | Неизвестный ребёнок                                                                            | — | Рафаэль Леви проживал в деревне Булаи неподалёку от города Глатиньи и торговал там скотом, пока его не обвинили в похищении и убийстве мальчика и не сожгли заживо на костре в Меце. Как выяснилось потом, во время судебного процесса против Леви свидетели дали ложные показания. На самом деле Леви виновен не был. 18 января 2014 года в центре города была установлена мемориальная табличка в память о «еврейском мученике из Булаи», обвиненном «в ритуальном преступлении, которого он никогда не совершал». |
| 1690        | Речь Посполитая                                                              | Русская православная церковь возвела в ранг святых шестилетнего мальчика из деревни Зверки. В соответствии с составленным его житием, мальчика похитили из дома в период еврейского праздника Песах, когда родителей не было дома. Шутко, еврей из Белостока, был обвинён в том, что привёз ребёнка в Белосток, где его кололи острыми предметами и собирали кровь в течение девяти дней, потом доставили тело ребёнка обратно в Зверки и там бросили в поле. Ребёнка канонизировали в 1820 году.     | Гавриил Белостокский                                                                           | — | В наше время его мощи являются предметом поклонения паломников. 27 июля 1997 года, в День всех святых, белорусское телевидение показало фильм, утверждающий правдивость этой истории. Возрождение этого культа в Беларуси было квалифицировано в международном отчёте по правам человека и религиозных свобод как опасное проявление антисемитизма. |
| 1823—1835   | Велиж (сейчас Смоленская область)                                            | Велижское дело: евреи города обвинены в ритуальном убийстве трехлетнего мальчика, в дальнейшем лжесвидетели упомянули ещё нескольких жертв. Арестованы более 40 человек. | Мальчик Федор Иванов и другие дети                                                             | Суд Российской империи | Обвиняемые оправданы и выпущены на свободу после в общей сложности девяти лет заключения; четверо из них за это время погибли. Лжесвидетели отданы в солдаты или сосланы в Сибирь. |
| 1840        | Дамаск (Сирия)                                                               | Были убиты католический монах по имени отец Томас и его слуга. Все соответствующие признания были получены под пытками (Дамасское дело). | Отец Томас и его слуга                                                                         | — | — |
| 1840        | Родос                                                                        | Кровавый навет на Родосе: евреи с острова Родос, находившегося под властью Османской империи, были обвинены в убийстве греческого христианского мальчика. | Неизвестный мальчик                                                                            | Клеветническое обвинение проходило при поддержке местного губернатора и европейских консулов в Родосе. | Несколько евреев было арестовано и замучено, а вся еврейская часть острова была заблокирована на 12 дней. Расследование, проведённое оттоманским губернатором, показало невиновность евреев. |
| 1852—1853   | Саратов                                                                      | Юшкевичер, Шлиферман и Юрлов были обвинены в ритуальном убийстве двух мальчиков. | Феофан Шерстобитов, 10 лет, Михаил Маслов, 11 лет                                              | Чиновник Волохов, которого вскоре сменил следователь, специально присланный из Петербурга, — надворный советник Дурново                                                                                                   | Юшкевичер, Шлиферман и Юрлов были сосланы в каторжные работы на рудниках, первые два на двадцать лет каждый, а Юрлов на 18. Дело квалифицировано как уголовное, обвинения в ритуальных убийствах сняты. |
| 1878        | Сачхере (Грузия)                                                             | В апреле 1878 года в городе Сачхере в Грузии грузинская девочка исчезла, а потом была найдена мёртвой. В убийстве была обвинена группа из 9 евреев из соседнего села. Судебный процесс проходил в окружном суде в Кутаиси, благодаря чему история стала известна как «Кутаисское дело». В обвинительном заключении и затем в речах прокурора убийство не квалифицировалось как ритуальное, хотя указывалось на то, что обвиняемые — евреи. Подсудимых защищали адвокаты Л. Куперник и П. Александров. | Сарра Модебадзе                                                                                | Суд Грузии | 13 марта 1879 года обвиняемые евреи были оправданы. |
| 1882        | Тисаэслар (Венгрия)                                                          | Кровавый навет в Тисаэсларе: евреи деревни были обвинены в ритуальном убийстве четырнадцатилетней христианской девочки. | Эстер Шоймоши, 14-летняя христианская девочка                                                  | — | Этот случай был одной из основных причин роста антисемитизма в стране. В итоге обвиняемые были оправданы. |
| 1899        | Богемия                                                                      | Дело Хилснера: бездомный еврей Леопольд Хилснер (Hulsner) был обвинён в убийстве девятнадцатилетней христианки. | Анежка Грузова                                                                                 | Суд Богемии | Хилснер был приговорён к смерти. Позже на него «повесили» ещё одно нераскрытое убийство, также христианской женщины. В 1901 году его приговорили к пожизненному заключению. Знаменитый чешский философ и социолог, будущий президент Чехословакии, профессор Томаш Масарик возглавил защиту Хилснера. Позже его за это раскритиковали чешские средства массовой информации. В марте 1918 Хилснер был помилован австрийским императором Карлом I. Однако оправдан он не был.                                          |
| 1910        | Шираз (Иран)                                                                 | Погром в Ширазе: еврей был обвинён в убийстве мусульманской девочки. | Неизвестная девочка                                                                            | — | Местное еврейское сообщество подверглось погрому, в результате погибло 12, ранено около 50 человек. |
| 1911        | Киев (Российская империя)                                                    | Дело Бейлиса: киевский приказчик кирпичного завода Мендель Бейлис был обвинён в убийстве христианского мальчика через выпускание крови из проколов в теле. | 13-летний ученик Киево-Софийского духовного училища Андрей Ющинский                            | Суд Российской империи | В 1913 году он был оправдан судом присяжных. |
| 1946        | Кельце (Польша)                                                              | Погром в польском городе Кельце в 1946 году против уцелевших жертв Холокоста был вызван обвинением местных евреев в ритуальных убийствах. | —                                                                                              | — | Количество жертв — около 40. |

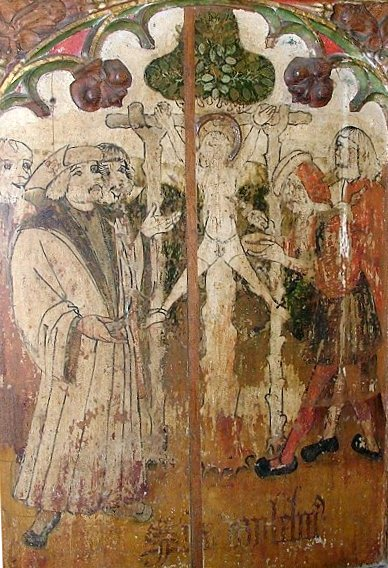
Распятие иудеями Вильяма Норвичского. Роспись Церкви Св. Троицы в Лоддоне (Норфолк), XV в.
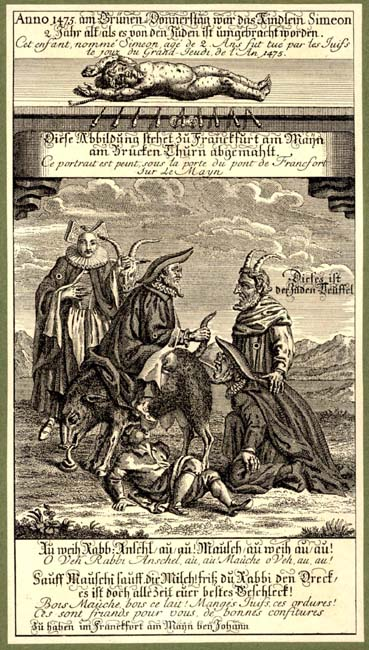
Франкфурт. Антисемитская карикатура, обвиняющая евреев в ритуальном убийстве двухлетнего христианского мальчика в 1475 году
То же. Картина неизвестного художника XVIII в. в костеле в Збруче (Украина)
Ритуальное убийство Агнесы Грузовой (дело Хилснера). Литография, около 1900
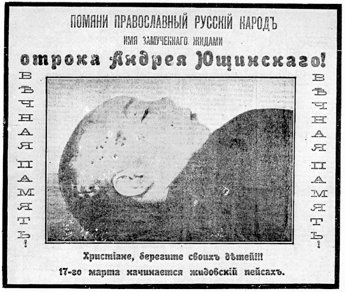
Агитация времен «Дела Бейлиса». Фотография мёртвого Андрюши Ющинского с подписью: «Христиане, берегите своих детей! 17-го марта начинается жидовский пейсах!» Газета «Двуглавый орел», 11.03.1912

## В искусстве
Феномен упоминается в произведениях искусства:
- Джеффри Чосер: «Кентерберийские рассказы»[90]
- В. Высоцкий: «Антисемиты» (в иронической форме)[91]